# Renaissances (X-Files)
Pour les articles homonymes, voir Renaissance (homonymie).
Renaissances (Deadalive) est le 15e épisode de la saison 8 de la série télévisée X-Files. Dans cet épisode, qui fait partie de l'arc mythologique de la série, Mulder a été enterré mais une stupéfiante découverte provoque l'exhumation de son corps.
L'épisode a recueilli des critiques plutôt favorables et a remporté un Emmy Award.

## Résumé
Mulder est enterré en présence de Scully, Doggett, Skinner et des Lone Gunmen. Trois mois plus tard, Alvin Kersh offre une promotion à Doggett mais celui-ci, sachant que cela va entraîner la fermeture du bureau des affaires non-classées, demande à réfléchir. Le corps décomposé de Billy Miles, enlevé en même temps que Mulder, est retrouvé en mer mais, lors de son autopsie, il s'avère qu'il présente des signes vitaux. Lorsqu'il apprend la nouvelle, Skinner ordonne l'exhumation du corps de Mulder. Contre toute attente, ce dernier présente les mêmes signes malgré un état de décomposition avancée des tissus.
Skinner est abordé par Krycek, qui réactive les nanorobots implantés dans son organisme deux ans auparavant afin de lui rappeler qu'il a sa vie entre ses mains. Krycek affirme détenir un vaccin qui pourrait sauver Mulder mais demande en échange que Skinner s'assure que Scully ne donne pas naissance à son enfant. Plus tard, Miles reprend brusquement conscience et ses tissus décomposés tombent, révélant en dessous une nouvelle peau. Miles proclame que les extraterrestres sont les sauveurs de l'humanité. Scully découvre alors que l'ADN de Miles a subi d'importants changements et qu'un virus extraterrestre conserve les personnes enlevées en vie suffisamment longtemps pour permettre cette transformation. Doggett rend visite en prison à Absalom, qui pense que les personnes enlevées sont transformées en extraterrestres dans un but de colonisation.
Skinner, ne pouvant se résoudre à faire ce que lui demande Krycek, décide d'euthanasier Mulder. Doggett le surprend en train d'enlever le respirateur artificiel de Mulder. Sommé de rendre des comptes, Skinner lui explique ce qu'il en est. Doggett essaie alors de capturer Krycek mais ce dernier lui échappe et détruit le vaccin. Abattu, Doggett va trouver Scully, qui était prête à injecter le vaccin à Mulder, mais celle-ci lui révèle que Skinner, en débranchant le respirateur de Mulder, l'a en fait sauvé car l'appareil hâtait l'incubation du virus. Scully affirme qu'elle est désormais en mesure de détruire le virus extraterrestre tout en maintenant Mulder en vie. Plus tard, Mulder reprend conscience et célèbre ses retrouvailles avec Scully. Kersh réprimande Doggett pour avoir continué à travailler sur le cas de Mulder et retire son offre de promotion.

## Distribution
- David Duchovny : Fox Mulder
- Gillian Anderson : Dana Scully
- Robert Patrick : John Doggett
- Nicholas Lea : Alex Krycek
- Mitch Pileggi : Walter Skinner
- James Pickens Jr. : Alvin Kersh
- Tom Braidwood : Melvin Frohike
- Dean Haglund : Richard Langly
- Bruce Harwood : John Fitzgerald Byers
- Judson Scott : Absalom
- Zachary Ansley : Billy Miles
- Sheila Larken : Margaret Scully
- Gibby Brand : Arthur Gaffin
- Richard McGonagle : le docteur Francis Orovetz

## Production
Frank Spotnitz, coscénariste de l'épisode, explique que la première scène, celle de l'enterrement de Mulder, a pour but de choquer les téléspectateurs et de river leur attention. Certains acteurs apparaissent dans l'épisode, et voyagent jusqu'à Los Angeles, pour cette unique scène, et de la véritable neige est utilisée pour les plans rapprochés alors qu'elle est ajoutée en postproduction pour les arrière-plans. Spotnitz et Chris Carter donnent un rôle important au personnage de Walter Skinner à la demande de David Duchovny. Le rôle de Scully dans l'épisode est partiellement inspiré à Spotnitz par le film Le Secret magnifique (1954). Duchovny ayant des disponibilités limitées pour le tournage de cet épisode, certaines scènes impliquant son personnage, comme celle de l'exhumation, sont filmées avec une doublure portant un masque de son visage.
Un soin particulier est apporté au maquillage pour la représentation des corps décomposés de Mulder et de Billy Miles. Un moulage en fibre de verre du corps de l'acteur incarnant Billy Miles est réalisé. Ce moulage est sculpté avec de l'argile mouillé pour donner au corps un aspect boursouflé. Pour la scène de la douche où les tissus décomposés de Miles tombent et cèdent la place à sa nouvelle peau, un mélange à base de confiture de fraise est fabriqué. Une fausse peau créée avec de petits morceaux d'uréthane, est placée par-dessus ce mélange et de l'eau chaude est injectée dedans pour donner l'illusion d'une mue. Matthew Mungle, le responsable du maquillage, crée toutes les prothèses de l'épisode en seulement six jours.

## Accueil

### Audiences
Lors de sa première diffusion aux États-Unis, l'épisode réalise un score de 7,3 sur l'échelle de Nielsen, avec 11 % de parts de marché, et est regardé par 12,60 millions de téléspectateurs. La promotion télévisée de l'épisode est réalisée avec le slogan « Death is the end... Except for tonight » (en français « La mort signifie la fin... sauf ce soir »).

### Accueil critique
L'épisode obtient des critiques plutôt favorables. Dans leur livre sur la série, Robert Shearman et Lars Pearson lui donnent la note de 5/5. John Keegan, du site Critical Myth, lui donne la note de 10/10. Zack Handlen, du site The A.V. Club, lui donne la note de B+. Le site Le Monde des Avengers évoque un épisode qui multiplie « les rebondissements inattendus et les moments de grande tension » et qui « gagne encore en intensité avec le retour en fanfare d’un Krycek aussi diabolique et charismatique que jamais » mais regrette « l’explication peu convaincante de la résurrection de Mulder ».
Parmi les critiques négatives, Paula Vitaris, de Cinefantastique, lui donne la note de 1,5/4. Dans son livre, Tom Kessenich évoque un épisode au scénario « alambiqué et manquant de naturel » malgré l'excellente interprétation de Gillian Anderson.

### Distinctions
L'épisode remporte en 2001 l'Emmy Award du meilleur maquillage pour une série.